# جنگ جهانی اول (بازی ویدئویی)
جنگ جهانی اول (به انگلیسی: World War One)یک بازی ویدئویی استراتژی است که در سال ۲۰۰۸ به دست آسکارون اینترتینمنت برای ویندوز ساخته شده‌است.